# Eurytoma spinipes
Eurytoma spinipes är en stekelart som beskrevs av Kalina 1970. Eurytoma spinipes ingår i släktet Eurytoma och familjen kragglanssteklar.
Artens utbredningsområde är:
- Tjeckien.
- Slovakien.
- Israel.
- Moldavien.
- Kroatien.

Inga underarter finns listade i Catalogue of Life.